# Агуа-Бранка (Параиба)
Агуа-Бранка (порт. Água Branca) — муниципалитет в Бразилии, входит в штат Параиба. Составная часть мезорегиона Сертан штата Параиба. Входит в экономико-статистический микрорегион Серра-ду-Тейшейра. Население составляет 8506 человек на 2006 год. Занимает площадь 220,648 км². Плотность населения — 38,6 чел./км².

## Статистика
- Валовой внутренний продукт на 2003 год составляет 18 098 093,00 реалов (данные: Бразильский институт географии и статистики).
- Валовой внутренний продукт на душу населения на 2003 год составляет 2142,55 реалов (данные: Бразильский институт географии и статистики).
- Индекс развития человеческого потенциала на 2000 год составляет 0,563 (данные: Программа развития ООН).